# 中央労働委員会
中央労働委員会（ちゅうおうろうどういいんかい、略称：中労委（ちゅうろうい）、英語：Central Labor Relations Commission）は、労使間関係の調整をつかさどる日本の中央省庁の一つであり、厚生労働省の外局である。
労働組合法が規定する労働委員会の一つである。内閣に対し一定程度の独立性を有し、準立法権能（規則制定権）と準司法権能（審決権）を有する合議制の機関、行政委員会である。以下では中央労働委員会に特有の事項について述べ、都道府県労働委員会と共通する規定については労働組合法#労働委員会を参照のこと。
- 本項で労働組合法については以下では条数のみ記す。

## 沿革
- 1946年（昭和21年）3月1日に発足する。
- 1988年（昭和63年）10月1日に公共企業体などを対象とする国営企業労働委員会（1987年3月31日までは公共企業体等労働委員会）を統合した。
- 2008年（平成20年）10月1日から船員労働委員会の廃止に伴い船員に係る集団的労使紛争の調整事務を中央労働委員会および都道府県労働委員会に業務移管する。
- 2015年（平成27年）4月1日より地方事務所は西日本地方事務所（大阪市、旧・近畿地方事務所）のみとなる。北海道（札幌市）、東北（仙台市）、中部（名古屋市）、中国（広島市）、四国（高松市）および九州（福岡市）の各地方事務所と九州地方事務所沖縄分室（那覇市）は廃止された。

## 主な職務
中央労働委員会は、労働者が団結することを擁護し、および労働関係の公正な調整を図ることを任務とし（第19条の2第2項）、以下のことを行う。なお従前は、船員関係については、船員労働委員会の権限であったが、船員労働委員会が2008年10月1日に廃止されたため、船員関係についても中央労働委員会が行っている。
1. 労使間について労働争議の調整
2. 労使間について不当労働行為（労働組合法第7条）事件の審査
3. 労働組合の資格審査
4. 中央労働委員会と都道府県労働委員会の手続に関する規則の制定

## 琉球政府の中央労働委員会
復帰前の沖縄にも、琉球政府労働局の外局として、同名の中央労働委員会が存在した。現在の沖縄県労働委員会の前身である。詳細は中央労働委員会 (琉球政府)を参照のこと。

## 所管法人
厚生労働省が主管する独立行政法人、特殊法人、特別の法律により設立される民間法人（特別民間法人）および特別の法律により設立される法人で中央労働委員会が主管するものは存在しない）。

## 財政
2024年度（令和4年度）一般会計当初予算における中央労働委員会所管の歳出予算は14億7051万3千円である。
厚生労働省が、主管または共管する特別会計で中央労働委員会が所管するものはない。

## 委員
中央労働委員会は、公益を代表する公益委員、使用者を代表する使用者委員、労働者を代表する労働者委員の各15名からなる三者構成である（第19条の3第1項）。
使用者委員は使用者団体の推薦（使用者委員のうち4人については、行政執行法人の推薦）に基づいて、労働者委員は労働組合の推薦（労働者委員のうち4人については、行政執行法人職員が結成し、又は加入する労働組合の推薦）に基づいて、公益委員は厚生労働大臣が使用者委員及び労働者委員の同意を得て作成した委員候補者名簿に記載されている者のうちから両議院の同意を得て、内閣総理大臣が任命する（第19条の3第2項）。公益委員の任命については、そのうち7人以上が同一の政党に属することとなってはならない（第19条の3第5項）。
内閣総理大臣は、委員が心身の故障のために職務の執行ができないと認める場合又は委員に職務上の義務違反その他委員たるに適しない非行があると認める場合には、使用者委員及び労働者委員にあっては中央労働委員会の同意を得て、公益委員にあっては両議院の同意を得て、その委員を罷免することができる（第19条の7第2項）。なお委員の身分保障等のため、第19条の3、第19条の7の規定に依らなければ委員は罷免されることはない。
中労委の公益委員は、在任中、次の各号のいずれかに該当する行為をしてはならない（第19条の6）。公益委員は特別職の国家公務員であり、職員の服務に関する国家公務員法の規定は適用されないため、改めて中労委公益委員の服務に関する規定が設けられている。
1. 政党その他の政治的団体の役員となり、又は積極的に政治運動をすること。
2. 内閣総理大臣の許可のある場合を除くほか、報酬を得て他の職務に従事し、又は営利事業を営み、その他金銭上の利益を目的とする業務を行うこと（常勤公益委員のみ）。

中央労働委員会に、行政執行法人とその行政執行法人職員との間に発生した紛争その他の事件で地方において中央労働委員会が処理すべきものとして政令で定めるものに係るあっせん等に参与させるため、使用者、労働者及び公益をそれぞれ代表する地方調整委員を置く。地方調整委員は、中央労働委員会の同意を得て、政令で定める区域ごとに厚生労働大臣が任命する（第19条の10）。
中央労働委員会に会長を置く。会長は、委員が公益委員のうちから選挙する。会長は、中央労働委員会の会務を総理し、中央労働委員会を代表する。中央労働委員会は、あらかじめ公益委員のうちから委員の選挙により、会長に故障がある場合において会長を代理する委員を定めておかなければならない（第19条の9）。会長の選挙に関する事項は総会の付議事項とされていて（労働委員会規則第5条）、委員全員で選挙することになる。2021年2月27日現在の会長は、東京大学教授（就任時。現・名誉教授）の岩村正彦。会長の職務は労働組合法・労働関係調整法に掲げる職務のほか、国家行政組織法でいう外局の長としての各種の権限を有している。

## 事務局
中央労働委員会にその事務を整理させるために事務局を置き、事務局に会長の同意を得て厚生労働大臣が任命する事務局長及び必要な職員を置く（第19条の11第1項）。一般職の在職者（事務局職員）数は2023年7月1日現在で93人（男性69人、女性24人）となっている。事務局長および事務局の職員は一般職の国家公務員であるため、その勤務条件、服務などについては国家公務員法の適用を受ける。労働委員会が行う不当労働行為事件の審査については、審査期間が著しく長期化しており、また、救済命令等に対する取消率についても高い水準となってきた（平成16年12月1日政発第1201001号）ことから、2005年（平成17年）以降は法曹資格を持つ事務局職員が配置され、行政訴訟事案を含む、高度な法的専門性が求められる業務を担当している。
厚生労働省定員規則に定められている定員は、98人（事務局職員）となっている。
2024年度の予算定員は100人。うち、特別職は2人（常勤の委員）。
採用、職員団体について、厚生労働省の記事を参照。